# Miss Mondo 1951
Miss Mondo 1951, la prima edizione di Miss Mondo, si è tenuta il 29 luglio 1951, presso il Lyceum Theatre di Londra. È la prima ed unica edizione del concorso a vedere la partecipazione di ventuno concorrenti britanniche e soltanto cinque estere. Il concorso è stato presentato da Eric Morley. Kiki Håkansson, rappresentante della Svezia è stata incoronata Miss Mondo 1951.

## Risultati
| Risultato finale | Concorrente                           |
| ---------------- | ------------------------------------- |
| Miss Mondo 1951  | - Svezia - Kiki Håkansson             |
| 2ª classificata  | - Regno Unito - Laura Ellison-Davies  |
| 3ª classificata  | - Regno Unito - Doreen Dawne          |
| 4ª classificata  | - Paesi Bassi - Sabine Aime di Angelo |
| 5ª classificata  | - Regno Unito - Aileen P. Chase       |

## Concorrenti

### Concorrenti straniere
- Danimarca - Lily Jacobson
- Francia - Jacqueline Lemoine
- Paesi Bassi - Sabine Aime di Angelo
- Stati Uniti - Annette Gibson
- Svezia - Kiki Håkansson

### Concorrenti britanniche
- Aileen P. Chase
- Ann Rosemary West
- Brenda Mee
- Doreen Dawne
- Eline M. Price
- Fay Cotton
- Jean Sweeney
- Jean Worthe
- Laura Ellison-Davis
- Margareth Mills
- Margareth Morgan

- Margareth Turner
- Marlene Ann Dee
- Mary McLaney
- Maureen O'Neill
- Nina Way
- Norma Kitchen
- Pat Cameron
- Sydney Walker
- Sylvia Wren
- Thelma Kerr